# Otto al III-lea de Burgundia
Otto al III-lea, conte palatin de Burgundia sau Otto al II-lea de Andechs și Merania) (n. 1208–d. 1248) a fost conte palatin de Burgundia de la 1231 și duce de Merania de la 1234 până la moarte.
El a preluat cele două posesiuni de la ambii săi părinți: Burgundia de la mama sa, Beatrice a II-a de Burgundia, în vreme ce tatăl său, Otto I de Merania, i-a asigurat stăpânirea asupra Meraniei, precum și titulatura de margraf de Istria și de Carniola.
Neavând moștenitori, Otto a fost succedat în Burgundia de către sora sa Adelaida de Burgundia, în vreme ce Carniola a trecut sub stăpânirea ducilor de Carintia din Casa de Sponheim, iar teritoriile din Istria și Merania au trecut sub dominația patriarhilor de Aquileia.